# The Only Son
Pour plus de détails, voir Fiche technique et Distribution.
The Only Son est un film américain de Cecil B. DeMille, Oscar Apfel, William C. de Mille et Thomas N. Heffron, sorti en 1914.

## Fiche technique
- Titre : The Only Son
- Réalisation : Cecil B. DeMille, Oscar Apfel,William C. de Mille et Thomas N. Heffron
- Scénario : d'après la pièce de Winchell Smith (en)
- Pays de production : États-Unis
- Format : Noir et blanc - 1,33:1 - Film muet
- Genre : drame
- Date de sortie : 1914

## Distribution
- Jim Blackwell : Thomas Brainerd Sr.
- A. MacMillan : Henry Thompson
- Thomas W. Ross : Thomas Brainerd, Jr.
- Jane Darwell : Mme Brainerd
- Merta Carpenter : Gertrude Brainerd
- Arthur Collins : Jim Tompkins
- Milton Brown : Détective
- J.P. Wild : Charles Lester
- Fred Starr : Collins